# Pier Giacomo Grampa
Pier Giacomo Grampa (Busto Arsizio, 29 ottobre 1936) è un vescovo cattolico italiano naturalizzato svizzero, dal 4 novembre 2013 vescovo emerito di Lugano.

## Biografia
Nasce a Busto Arsizio, in provincia di Varese ed arcidiocesi di Milano, il 29 ottobre 1936. Ha due sorelle e un fratello, don Giuseppe, che è stato parroco della chiesa di San Giovanni in Laterano di Milano e direttore de Il Segno, mensile dell'arcidiocesi ambrosiana.

### Formazione e ministero sacerdotale
Frequenta gli studi filosofici e teologici dapprima nel seminario di Venegono, poi in quello di Lugano, infine presso la facoltà teologica dell'Università di Innsbruck. Trasferitosi in Svizzera, ne acquisisce la cittadinanza.
Il 6 dicembre 1959 è ordinato presbitero da Angelo Giuseppe Jelmini, amministratore apostolico del Canton Ticino e vescovo titolare di Terme.
Dopo l'ordinazione diventa professore prima al seminario di Lucino e poi presso il Collegio Papio di Ascona. Nel 1975 è nominato parroco di Moghegno e ricopre anche l'incarico di catechista alla magistrale di Locarno.
Dal 1979 alla nomina episcopale è rettore del Collegio Papio di Ascona. Nel 1995 diventa vicario parrocchiale nel medesimo comune; il 16 agosto dello stesso anno è insignito del titolo di cappellano di Sua Santità da papa Giovanni Paolo II. Nel 1996 è nominato amministratore parrocchiale di Arcegno e poi anche di Ascona; nel 2001 diviene parroco-arciprete di quest'ultima località. Al momento della nomina episcopale risulta essere membro del consiglio presbiterale diocesano e della Commissione diocesana per i mass-media.

### Ministero episcopale
Il 18 dicembre 2003 papa Giovanni Paolo II lo nomina vescovo di Lugano; succede a Giuseppe Torti, dimessosi per raggiunti limiti di età. Il 25 gennaio 2004 riceve l'ordinazione episcopale, nella cattedrale di San Lorenzo a Lugano, dall'arcivescovo Pier Giacomo De Nicolò, nunzio apostolico in Svizzera e arcivescovo titolare di Martana, co-consacranti Ernesto Togni, vescovo emerito di Lugano, e Amédée Grab, vescovo di Coira. Durante la stessa celebrazione prende possesso della diocesi.
Si mostra sensibile al tema dell'accettazione dei minareti in Svizzera, problema divenuto oggetto di un referendum. Prima della consultazione popolare aveva chiesto alla popolazione svizzera di accettare i minareti in nome del dialogo, dell'accettazione dell'altro, e della pacifica convivenza invitando a spostare il dibattito sul contenuto delle predicazioni nelle moschee e non sulla loro possibile erezione.
Nell'autunno del 2011, come da prassi al compimento del 75º compleanno, presenta a papa Benedetto XVI la sua rinuncia per raggiunti limiti di età: il 4 novembre 2013, ricorrenza di San Carlo Borromeo, patrono della diocesi di Lugano, papa Francesco la accoglie e nomina suo successore Valerio Lazzeri, del clero della stessa diocesi. Rimane amministratore apostolico fino all'ingresso del nuovo vescovo, avvenuto il 7 dicembre seguente.

## Genealogia episcopale
La genealogia episcopale è:
- Cardinale Scipione Rebiba
- Cardinale Giulio Antonio Santori
- Cardinale Girolamo Bernerio, O.P.
- Arcivescovo Galeazzo Sanvitale
- Cardinale Ludovico Ludovisi
- Cardinale Luigi Caetani
- Cardinale Ulderico Carpegna
- Cardinale Paluzzo Paluzzi Altieri degli Albertoni
- Papa Benedetto XIII
- Papa Benedetto XIV
- Papa Clemente XIII
- Cardinale Marcantonio Colonna
- Cardinale Giacinto Sigismondo Gerdil, B.
- Cardinale Giulio Maria della Somaglia
- Cardinale Carlo Odescalchi, S.I.
- Cardinale Costantino Patrizi Naro
- Cardinale Lucido Maria Parocchi
- Papa Pio X
- Papa Benedetto XV
- Papa Pio XII
- Cardinale Eugène Tisserant
- Papa Paolo VI
- Cardinale Agostino Casaroli
- Arcivescovo Pier Giacomo De Nicolò
- Vescovo Pier Giacomo Grampa